# Azud de la Acequia de Tormos

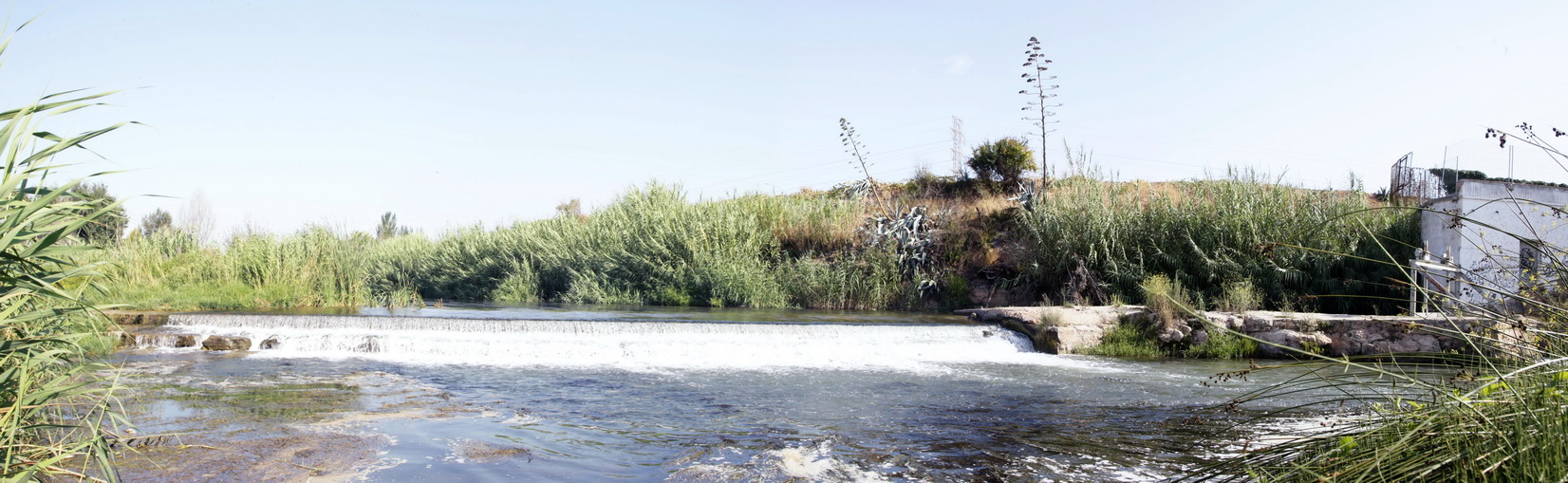

El Azud de la Acequia de Tormos, se encuentra entre los términos municipales de Manises y Paterna, en la comarca de la Huerta Oeste, de la provincia de Valencia. Está considerado Bien de interés cultural, con anotación ministerial número R-I-51-0011242 y de la Generalidad Valenciana número 46.14.190-013.

## Descripción histórico-artística
Este azud se sitúa en el margen izquierdo de la cuenca del río Turia,  aguas abajo del puente de la carretera V-11 que une el aeropuerto con el Polígono Industrial Fuente del Jarro y a una distancia considerable de la toma precedente de las acequias de Quart y Moncada.
Está construido por un muro principal, de 3 metros de ancho y una longitud aproximada de 75 metros, con una suave pendiente a dos aguas y una parte posterior formada por dos escalones, de aproximadamente metro y medio de ancho cada uno.
El conjunto del azud está formado por: los escalones de la presa,  las bocas o “golas” (gargantas),  las compuertas, y por la almenara. Los escalones están hechos con sillares, ya desgastados por el paso del agua pero en un estado óptimo.
La fecha de datación de la presa y la gola es del siglo XVI o el  XVIII. La almenara, inmediata a la garganta, está hecha de sillares. Las compuertas y la caseta son posteriores a la riada de 1957, perviven los arcos y las bóvedas de ladrillo que cubrían la acequia.